# 니우통 산투스
니우통 두스 산투스(포르투갈어: Nílton dos Santos, 1925년 5월 16일 ~ 2013년 11월 27일)는 브라질의 전 축구 선수로 포지션은 레프트백이었다.

## 클럽 경력
"백과사전"(Enciclopédia)이라는 별명이 붙을 정도로 축구에 관한 지식을 갖고 있었으며 보타포구 소속으로 뛰었다.

## 국가대표팀 경력
1950년 FIFA 월드컵과 1954년 FIFA 월드컵, 1958년 FIFA 월드컵, 1962년 FIFA 월드컵에서 브라질 대표로 출전했으며 브라질의 1958년 FIFA 월드컵과 1962년 FIFA 월드컵 우승에 기여했다.
다만, 1950년 FIFA 월드컵에는 엔트리 멤버에 이름만 올렸을 뿐 실제 경기를 뛰지 않아 마라카낭의 비극을 당하고도 재등용되었다.

## 수상

### 보타포구
- 캄페오나투 카리오카 : 1948, 1957, 1961, 1962
- 토르네이우 리우-상파울루 : 1962, 1964

### 브라질
- FIFA 월드컵 : 우승 (1958, 1962), 준우승 (1950)
- 코파 아메리카 : 1949
- 팬아메리칸 챔피언십 : 1952
- 타사 두 아틀란치쿠 : 1956, 1960
- 코파 리우 브랑쿠 : 1950
- 타사 오스발도 크루즈 : 1950, 1955, 1956, 1958, 1961, 1962
- 타사 베르나르두 오이긴스 : 1955, 1961

### 개인
- 20세기 올타임팀 : 1998
- FIFA 100 : 2004
- 골든풋 : 2009
- 보타포구 홈구장 명명
- 브라질 축구 박물관 명예의 전당

## 기타
2004년 3월 펠레가 선정한 현존하는 축구 선수 목록인 FIFA 100에 선정되었다. 2013년 11월 27일 리우데자네이루에서 폐렴으로 인한 합병증으로 사망했다. 보타포구 홈구장의 이름이 그의 업적을 기려 니우통 산투스 올림픽 스타디움이다.

## 같이 보기
- 원클럽맨 명단